# Turie Remety
Turie Remety (ukrajinsky Тур'ї Ремети, rusínsky Турѣ Реметы, maďarsky Turjaremete) je obec v užhorodském okrese Zakarpatské oblasti Ukrajiny. V obci je sídlo turjaremetské vesnické komunity. Obec leží přibližně 10 km východně od Perečína nedaleko slovenské státní hranice. Při sčítání lidu v roce 2001 žilo v obci 3 295 obyvatel.
V obci je administrativní centrum Turie-Remetské územní komunity, do které kromě Turie Remet patří: 
| Název             | Název                       |
| přepis do latinky | ukrajinsky název v cyrilici |
| ----------------- | --------------------------- |
| Likicary          | Лікіцари                    |
| Lumšory           | Лумшори                     |
| Lypovec           | Липовець                    |
| Majurky           | Маюрки                      |
| Mokrá             | Мокра                       |
| Poljanska Huta    | Полянська Гута              |
| Poroškovo         | Порошково                   |
| Rakovo            | Раково                      |
| Zavbuč            | Завбуч                      |
| Svaljavka         | Свалявка                    |
| Turja Bystra      | Тур'я Бистра                |
| Turja Pasika      | Тур'я Пасіка                |
| Turja Poljana     | Тур'я Поляна                |
| Turycja           | Туриця                      |
| Turyčky           | Турички                     |
| Vilšynky          | Вільшинки                   |

Turie-Remetská územní komunita má rozlohu 442,7 km2. V roce 2025 v této komunitě žilo 17319 obyvatel.

## Historie
Za Rakousko-Uherska byla obec součástí Užské župy, v letech 1918 - 1938 byla součástí Československa. Za první republiky zde byl obecní notariát a četnická stanice. V roce 1945 byly Turie Remety s celou Zakarpatskou Ukrajinou připojeny k Ukrajinské SSR.
Podle statistiky z roku 1910 v Turjích Remetách žilo 2 041 obyvatel, z toho bylo 1 237 Rusínů, 446 Maďarů a 334 Slováků.

## Osobnosti
- Ivan Muranyj (1881–1945). pedagog a kulturní činitel